# Lepidisis inermis
Lepidisis inermis is een zachte koraalsoort uit de familie Isididae. De koraalsoort komt uit het geslacht Lepidisis. Lepidisis inermis werd in 1894 voor het eerst wetenschappelijk beschreven door Studer. 